# Montevideo
Montevideo je glavni i najveći grad Urugvaja, u istoimenom departmanu na ušću La Plate. Prema popisu iz 2011. godine, grad je imao 1.319.108 stanovnika, što predstavlja trećinu stanovništva Urugvaja na području od 194 km2. Nalazi se na istom 34-om stupnju geografske širine kao i Buenos Aires, ali Montevideo je par minuta južnije pa se radi o najjužnijem glavnom gradu Južne Amerike.
Osnovali su ga Španjolci 1724. godine. U 1807. zauzeli su ga Britanci, a u 1817. Portugalci. U brazilskom je posjedu Montevideo bio do 1828., kada je Urugvaj postao samostalan.
Gotovo polovica Urugvajaca živi u širem području Montevidea, koji je i glavno kulturno središte te zemlje (sveučilište, zdravstveni instituti, mnoge knjižnice, muzeji, galerije itd.). Središte je urugvajske industrije, u kojoj ima udjel od oko 75% (velike klaonice, hladnjače, tvornice mesnih konzervi, uljare, mlinovi; rafinerije nafte, tekstilna, građevinska i kemijska industrija).
Montevideo je najvažnija luka Urugvaja i jedna od najvećih južnoameričkih luka. Također je ishodište urugvajskih željezničkih pruga. Međunarodna zračna luka zove se Carrasco.
U okolici grada nalaze se moderna kupališta.
Montevideo je 1930. godine bio mjesto održavanja prvog Svjetskog prvenstva u nogometu, na kojem je reprezentacija Jugoslavije stigla do polufinala. Također je poznat i po tome što je 1939. godine tu potonuo njemački bojni brod Admiral Graf von Spee.

## Vanjske poveznice
- Službena stranica (šp.)
- Montevideo Portal (šp.)
- Arhiva fotografija  Arhivirana inačica izvorne stranice od 11. prosinca 2008. (Wayback Machine) (šp.)

### Ostali projekti
|  | Zajednički poslužitelj ima još gradiva o temi Montevideo |